# Gaststaatgesetz
Ein Gaststaatgesetz regelt die Ansiedlung internationaler Einrichtungen und Durchführung von internationalen Konferenzen in einem Land.

## Deutschland
Das deutsche Gaststaatgesetz regelt die Ansiedlung internationaler Einrichtungen in Deutschland einschließlich der dabei in jedem Einzelfall zu klärenden Rechtsfragen, wie Status der internationalen Einrichtung, Vorrechte, Immunitäten und Befreiungen. Es dient der Durchführung völkerrechtlicher und zwischenstaatlicher Vereinbarungen.

## Schweiz
Das Schweizer Gaststaatgesetz zeigt in seinem langen Titel seine Aufgaben: Bundesgesetz über die von der Schweiz als Gaststaat gewährten Vorrechte, Immunitäten und Erleichterungen sowie finanziellen Beiträge. Die Schweizer Regierung hatte 2006 die Schaffung dieses Gesetzes so begründet: „Wie andere Staaten gewährt die Schweiz ausländischen Vertretungen sowie internationalen Organisationen und Konferenzen, denen sie auf ihrem Hoheitsgebiet Gastrecht gewährt, Vorrechte und Immunitäten. Ihre Gaststaatpolitik umfasst auch die Gewährung von gewissen finanziellen Beiträgen, insbesondere in Form von Darlehen an die Immobilienstiftung für die internationalen Organisationen (FIPOI) in Genf.“